# Le Secret d'Elissa Rhaïs
Pour plus de détails, voir Fiche technique et Distribution.
Le Secret d'Elissa Rhaïs est un téléfilm français réalisé par Jacques Otmezguine, d’après l’œuvre de Paul Tabet. 

## Synopsis
Après l’enfermement au harem, une Algérienne illettrée prend sa revanche en s’inventant une identité d’écrivain. Sous le nom d'Elissa Rhaïs, elle devient la coqueluche du tout-Paris littéraire de l’entre-deux-guerres en quête de fantasmes orientaux.

## Fiche technique
- Réalisateur : Jacques Otmezguine
- Scénario : Jacques Otmezguine, Catherine Breillat, Françoise Verny, Yves Dangerfield, d'après l’œuvre de Paul Tabet
- Genre : Drame
- Production :  Nelly Kafsky
- Pays :  France
- Durée : 1h40
- Diffusion :  France : 1993

## Distribution
- Anne Canovas : Leila
- Jean-Pierre Cassel : Lucien Rameau
- Emmanuel Salinger : Raoul
- Frédérique Tirmont : Sacy
- Bernard Pinet : Le chef de cabinet du ministre